# Меморіальний парк Рожевого трикутника
37°45′44″ пн. ш. 122°26′10″ зх. д. / 37.76222° пн. ш. 122.43611° зх. д.

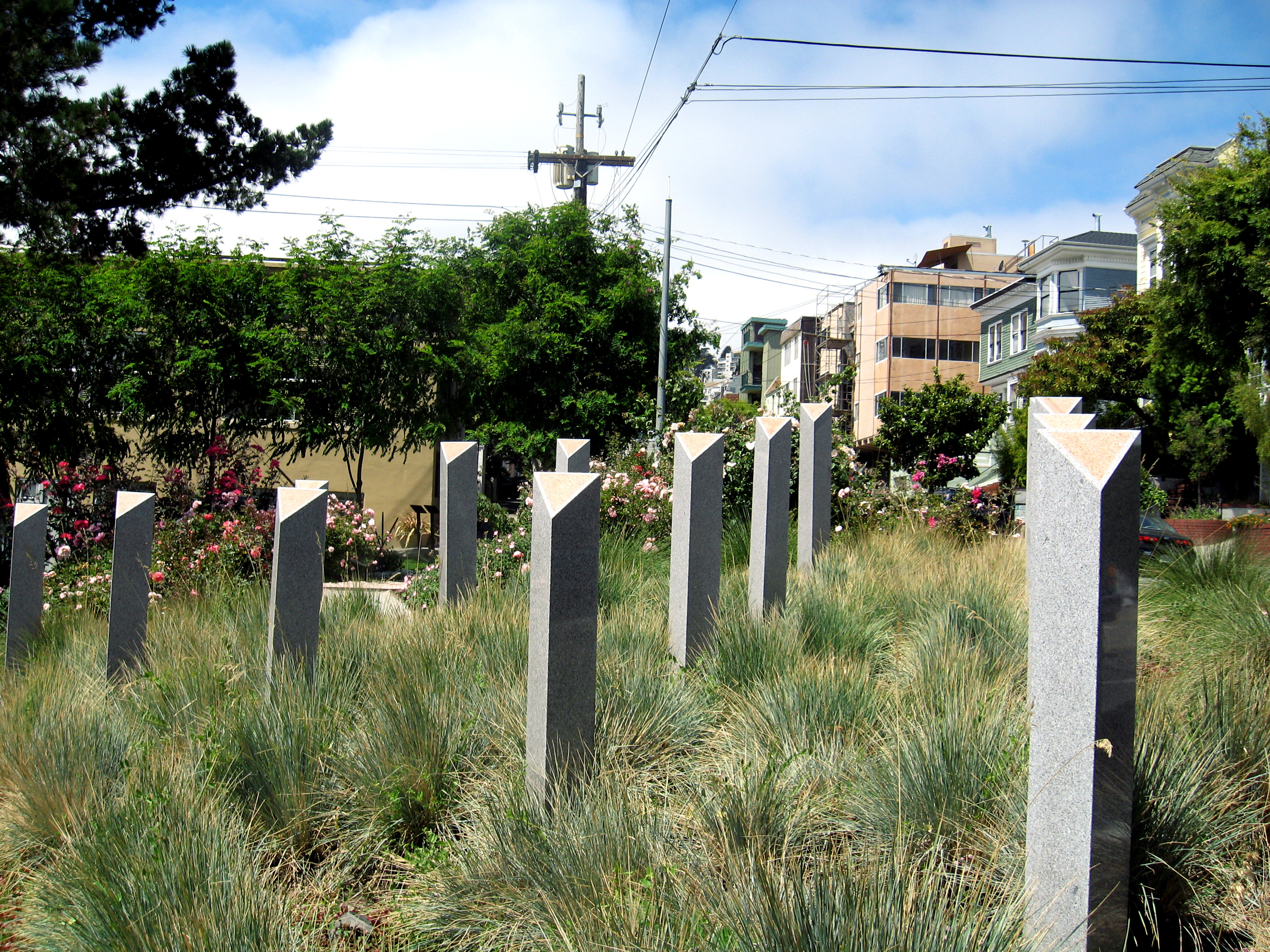
Меморіальний парк Рожевого трикутника

Меморіальний парк Рожевого трикутника (англ. Pink Triangle Park and Memorial) — меморіальний комплекс в районі Кастро Сан-Франциско, створений на згадку про усіх геїв, лесбійок, бісексуалів і транссексуалів, яких переслідували і дискримінували у Третьому Рейху через їх сексуальну орієнтацію і гендерну ідентичність. Монумент було відкрито 23 червня 2003 року.
Район Кастро — один із старих гей-кварталів США, з ним пов'язано ім'я відомого гей-активіста Гарві Мілка. Парк розташовується на перетині 17-ї авеню і Маркет-Стріт, через дорогу від площі Гарві Мілка.

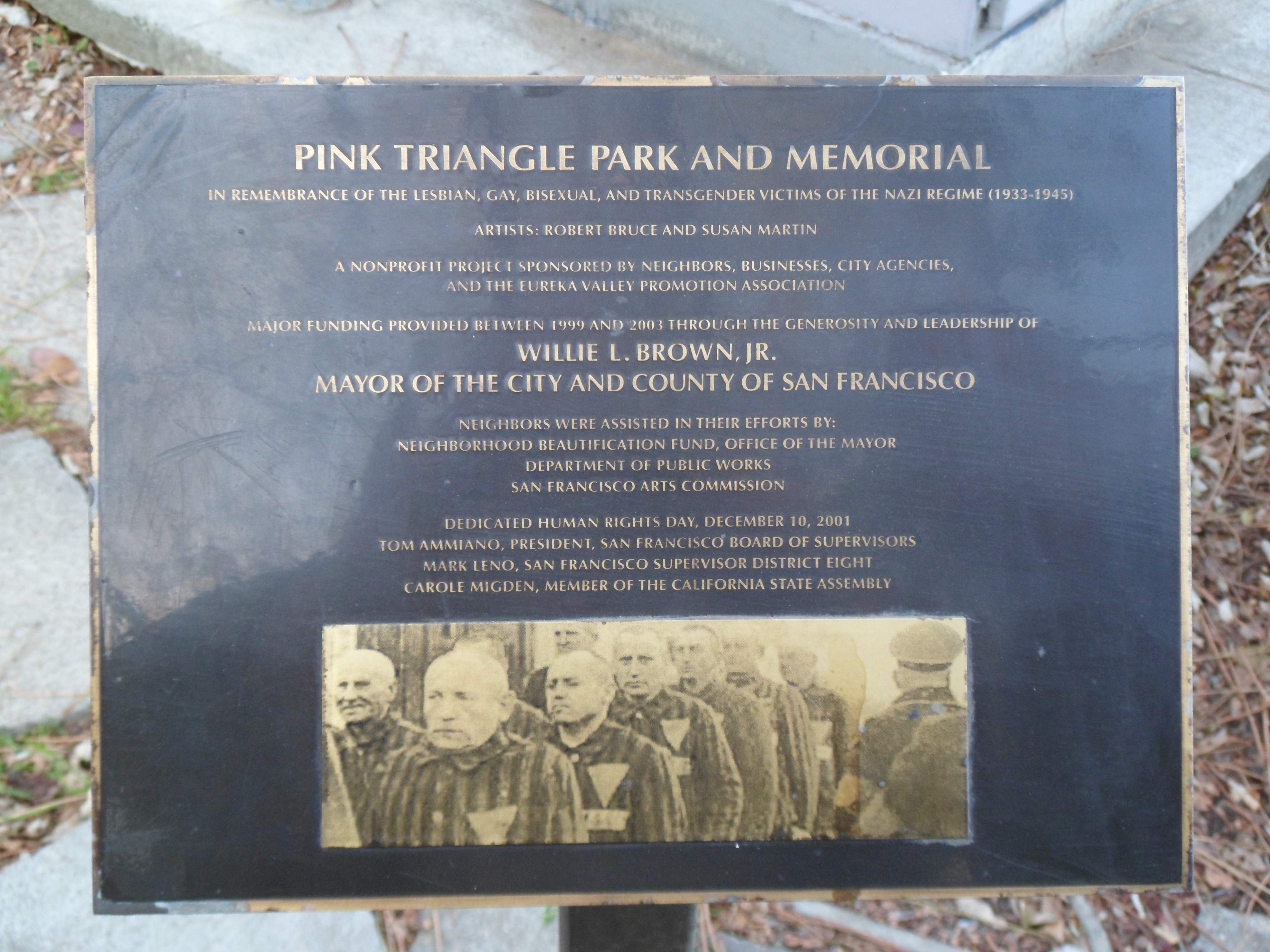
Інформаційний стенд

Авторами проєкту є художники Роберт Брюс (Robert Bruce) і Сьюзен Мартін (Susan Martin). У парку трикутної форми стоять 15 тригранних білих колон, увінчаних рожевими трикутниками, які розташовані так, що складають на схилі рівносторонній трикутник. Колони символізують 15 000 гомосексуальних людей, загиблих в концтаборах нацистської Німеччини. Парком іде дорога, що в середині має майданчик у вигляді рожевого трикутника. Рожевий трикутник є символом скорботи ЛГБТ-спільноти, оскільки він був міткою гомосексуальних ув'язнених нацистських концтаборів. Пам'ятна дошка парку нагадує, що після падіння нацистського режиму гомосексуальних ув'язнених відправили назад до в'язниць, і лише 2002 року офіційна влада не визнавала їх жертвами Третього Рейху. За задумом упорядників меморіальний парк являє собою фізичне нагадування того, що переслідування однієї окремої групи людей у результаті неминуче шкодить усьому суспільству.

План меморіального парку

Парк було закладено 10 грудня, в день прийняття Загальної декларації прав людини, щоб підкреслити неподільність прав людини незалежно від сексуальної орієнтації і гендерної ідентичності. На відкритті був присутнім мер Сан-Франциско Віллі Браун (Willie Brown).
У 2008 році меморіал піддався нападу, вандали розмалювали його нацистськими свастиками.